# 105 Dywizja Pancerna (ZSRR)
105 Dywizja Pancerna – związek taktyczny wojsk pancernych Armii Czerwonej okresu II wojny światowej.

## Działania bojowe
Dywizja sformowana w rejonie Briańska 11 lipca 1941 roku na bazie 53 Dywizji Pancernej, sformowanej dla 27 Korpusu Zmechanizowanego. Od 15 lipca w składzie Frontu Zachodniego. Uczestniczył w bitwie pod Smoleńskiem. Wraz ze 104 Dywizją Pancerną próbowała odblokować otoczone w rejonie Smoleńska Armie: 16, 19 i 20. W sierpniu 1941 brała udział w kontrofensywie pod Jelnią. W ponawianych frontalnych atakach dywizja uległa zniszczeniu. Na bazie resztek dywizji w dniu 13 września 1941 została utworzona 146 Brygada Pancerna.

## Skład
Struktura w lipcu 1941:
- 210 pułk czołgów
- 211 pułk czołgów
- 105 pułk zmotoryzowany
- 105 pułk haubic
- 105 batalion rozpoznawczy
- 105 samodzielny dywizjon przeciwlotniczy
- 105 samodzielny batalion łączności
- 105 batalion transportowy
- 105 batalion remontowy
- 105 batalion pontonowo-mostowy
- 105 batalion medyczno-sanitarny
- 105 kompania regulacji ruchu
- 105 piekarnia polowa
- 746 poczta polowa
- 551 polowa kasa Gosbanku.